# Bernreit
Bernreit (früher auch Bernreith) ist eine Ortschaft und eine Katastralgemeinde der Gemeinde Rohrbach an der Gölsen im Bezirk Lilienfeld in Niederösterreich.

## Siedlungsentwicklung
Zum Jahreswechsel 1979/1980 befanden sich in der Katastralgemeinde Bernreit insgesamt 42 Bauflächen mit 22.661 m² und 34 Gärten auf 71.130 m², 1989/1990 gab es 64 Bauflächen. 1999/2000 war die Zahl der Bauflächen auf 250 angewachsen und 2009/2010 bestanden 120 Gebäude auf 238 Bauflächen.

## Geschichte
Im Jahr 1822 wurde der Ort als Ortslage mit acht zerstreuten Häusern genannt, das nach St. Veit an der Gölsen eingepfarrt war, wohin auch die Kinder eingeschult wurden. Die Herrschaft Kreisbach besaß die Ortsobrigkeit, die Herrschaft Lilienfeld übte die Landgerichtsbarkeit aus und besorgte auch die Konskription. Die Untertanen und Grundholde des Ortes gehörten den Herrschaften Kreisbach und Lilienfeld. Laut Adressbuch von Österreich waren im Jahr 1938 in Bernreit ein Ofenbauer und zwei Landwirte mit Direktvertrieb ansässig.

## Bodennutzung
Die Katastralgemeinde ist landwirtschaftlich geprägt. 116 Hektar wurden zum Jahreswechsel 1979/1980 landwirtschaftlich genutzt und 18 Hektar waren forstwirtschaftlich geführte Waldflächen. 1999/2000 wurde auf 108 Hektar Landwirtschaft betrieben und 19 Hektar waren als forstwirtschaftlich genutzte Flächen ausgewiesen. Ende 2018 waren 103 Hektar als landwirtschaftliche Flächen genutzt und Forstwirtschaft wurde auf 21 Hektar betrieben. Die durchschnittliche Bodenklimazahl von Bernreit beträgt 32,7 (Stand 2010).